# كريغ غريدي
كريغ غريدي (بالإنجليزية: Kraig Grady)‏ هو ملحن أمريكي، ولد في 1952.

## وصلات خارجية
- كريغ غريدي على موقع IMDb (الإنجليزية)
- كريغ غريدي على موقع ميوزك برينز (الإنجليزية)
- كريغ غريدي على موقع ديسكوغز (الإنجليزية)